# Leptoeurysa perbrincki
Leptoeurysa perbrincki är en insektsart som först beskrevs av Ronald Gordon Fennah 1958.  Leptoeurysa perbrincki ingår i släktet Leptoeurysa och familjen sporrstritar. Inga underarter finns listade i Catalogue of Life.